# Ernst Thesing
Ernst August Curt Oswald Thesing (* 13. März 1874 auf Gut Wickerau (Gemeinde Baumgarten) bei Barten, Kreis Rastenburg, Provinz Ostpreußen; † 3. Januar 1954 in Magdeburg) war ein deutscher Arzt, Schularzt der Stadt Magdeburg, ebenda sozialdemokratischer Stadtverordneter und Stadtrat sowie ein Autor. Er wurde 1933 aus politischen Gründen durch die Nationalsozialisten aus allen Ämtern entlassen.

## Familie
Er wurde als ältester von drei Söhnen des Juristen, Geheimen Justizrats, Gerichtsdirektors und Freimaurers Robert Emil August Thesing geboren, der zu dieser Zeit als Kreisrichter amtierte und mit Martha, geborene Bredschneider, verheiratet war. Ernst Thesings jüngster Bruder war der Biologe Curt Thesing.
Ernst Thesing war seit 1904 mit Agnes Karoline Podestà (* 7. Mai 1877 in Barmen) verheiratet, die 52-jährig am 2. Juni 1929 in der Magdeburger Krankenanstalt Altstadt verstarb. Sie war als Lehrerin für Englisch und Französisch tätig und wirkte künstlerisch als Malerin. Sie war u. a. mit der seinerzeit bekannten Magdeburger Künstlerin Marie Klara „Marianne“ Rusche (1878–1959) befreundet. Die aus der Ehe hervorgegangene Tochter Hilde Käthe Klose (* 22. März 1905), geborene Thesing, war seit dem 1. März 1937 mit dem Ingenieur Otto Klose verheiratet. Sie verstarb am 6. Oktober 1939 in Magdeburg im Alter von 34 Jahren durch Suizid.

## Schulzeit
Seine Reifeprüfung legte Ernst Thesing im Jahr 1892 in der Preußischen Hauptkadettenanstalt in Groß-Lichterfelde bei Berlin ab. Im Jahr 1894 wurde sein Vater zum Oberbürgermeister der Stadt Tilsit gewählt [s. Tilsits (Ober-)Bürgermeister bis 1945], ein Amt, das er bis ins Jahr 1900 ausübte. Zeitgleich amtierte sein Vater als Meister vom Stuhl der St. Johannis-Loge „Irene“.

## Studium

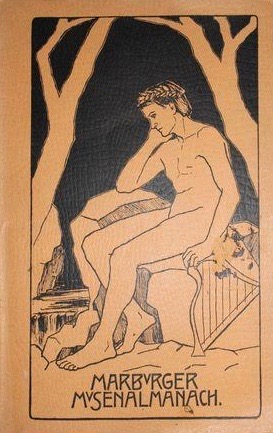
Musenalmanach Marburger Studenten, 1901

Obwohl ihm sein Vater eine preußische Offizierslaufbahn vorgezeichnet hatte, schied Ernst Thesing auf eigenen Wunsch im Rang eines Leutnants aus der preußischen Armee aus und studierte stattdessen von 1895 bis 1901 an der Philipps-Universität in Marburg und an der Albertus-Universität in Königsberg Medizin. Im Jahr seiner Promotion agierte er als Mitherausgeber des Marburger Musenalmanachs.

## Wirken
Er arbeitete zunächst als Assistent am Marburger Hygiene-Institut (heute: Institut für Medizinische Mikrobiologie und Krankenhaushygiene) in der alten chirurgischen Klinik am Pichelstein unter dem Institutsleiter und Nobelpreisträger Emil von Behring und als Schiffsarzt.
In Marburg trat er in die SPD ein. 1904 folgte er einer Einladung nach Magdeburg, die der sozialdemokratische Redakteur und Schriftsteller Paul Bader ausgesprochen hatte, und ließ sich dort in der Folge als praktischer Arzt nieder.
Thesing war in der Folge als Magdeburger Schularzt tätig und baute aufgrund der auch unter Kindern weit verbreiteten Tuberkulose (Tbc) Magdeburgs Lungenfürsorge auf. Sein ärztliches Engagement galt demzufolge auch den Armen und den kinderreichen Familien. Zwischen 1907 und 1913 veröffentlichte er in der so bezeichneten Arbeiter-Gesundheitsbibliothek des Berliner Vorwärts-Verlags.
Vom 13. bis 15. Juni 1919 nahm Thesing am 8. Deutschen Pazifistenkongress der Deutschen Friedensgesellschaft und der Zentralstelle Völkerrecht im Preußischen Herrenhaus in Berlin teil. Dabei formulierte er den Resolutionsantrag: „Der Kongreß erkennt an, daß die entscheidende Schuld am Ausbruch des Weltkrieges die alte deutsche und österreichisch-ungarische Regierung in Gemeinschaft trifft“. Seinem Antrag wurde stattgegeben.
Am 22. Juni 1920 konferierte er während einer politischen Versammlung in Magdeburgs Artushof in der Johannisbergstraße 3 u. a. mit dem dort vortragenden Harry Graf von Kessler, mit Curt Ramdohr (1876–1945, 1931 bis 1933 Präsident der IHK Magdeburg) und Georg Schümer.
Von 1922 bis 1933 wurde er als Stadtverordneter der Magdeburger SPD gewählt und ab 1929 ebenda als unbesoldeter Stadtrat. Daneben war er gewähltes Vorstandsmitglied des Vereins der Kassenärzte sowie der Ärztekammer der Provinz Sachsen.
Thesings gesundheits- und sozialpolitisches Engagement wurde jäh beendet, als ihn die an die Macht gekommenen Nationalsozialisten 1933 aus allen Ämtern entfernten. Er musste sich von diesem Zeitpunkt an auf seine eigene Arztpraxis beschränken, konnte dort jedoch sowohl jüdischen Mitbürgern als auch ab 1940 belgischen und französischen Zwangsarbeitern aktive Hilfe leisten.
Nach dem Ende des Zweiten Weltkrieges wurde Thesing von 1947 bis 1954 für die freiberuflich tätigen Ärzte aktiv und als Erster Vorsitzender der Rechnungsprüfungsstelle innerhalb des Freien Deutschen Gewerkschaftsbundes (FDGB) gewählt.
Er verstarb im Alter von 79 Jahren und wurde auf dem Magdeburger Westfriedhof beigesetzt.

## Veröffentlichungen

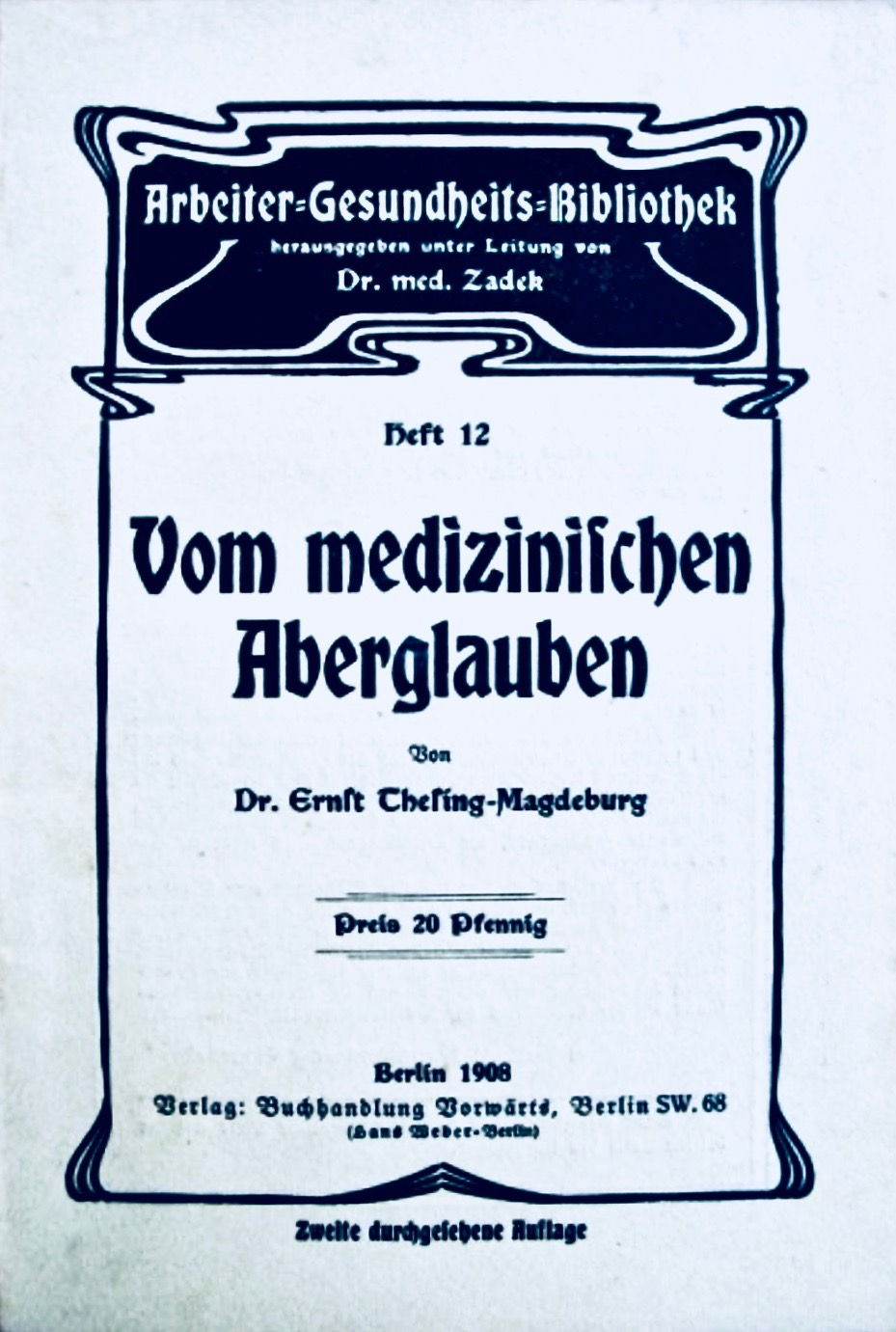
Vom medizinischen Aberglauben, 1907

- Duell – Ehre – „Ernst“!, Oscar Ehrhardt, Marburg 1896 OCLC 312750690
- mit Wolfgang Lehmus als Mitherausgeber: Musenalmanach Marburger Studenten, N. G. Elwert’sche Verlagsbuchhandlung, Marburg 1901 OCLC 162647475; Illustrationen: Otto Arndts
- Zur Frage, „Ist die Cholelithiasis chirurgisch oder intern zu behandeln?“ Statistisches und Theoretisch-Kritisches, Inaugural-Dissertation, H. Bauer, Marburg 1901 OCLC 748649356
- Vom medizinischen Aberglauben, Arbeiter-Gesundheitsbibliothek, Band 12, Vorwärts, Berlin 1907 OCLC 753691671
- Nachwort in: Adolf Maetze: Feiergedanken eines Arbeiters in Gedichten und Skizzen, Peters, Magdeburg, 1911 OCLC 72851245
- Die Berufskrankheiten der Maurer und Bauarbeiter, Arbeiter-Gesundheitsbibliothek, Band 13, Vorwärts, Berlin 1913 OCLC 72652000

## Lithografie
Aus dem Jahr 1920 stammt eine Lithografie, die Thesing porträtiert. Diese wurde durch den Magdeburger Grafiker und Maler Bruno Beye kurz vor dessen Umzug nach Berlin geschaffen.

## Ehrung
Die Stadt Magdeburg gedenkt Ernst Thesing und weiterer Kommunalpolitiker, die während der Zeit des Nationalsozialismus diskriminiert, ihres Amtes beraubt, verfolgt, in Konzentrationslager verschleppt, ins Exil getrieben oder ermordet wurden, auf einem an einer Stele angebrachten gravierten Panel aus Edelstahl am Rathausanbau zwischen Hartstraße und Johanniskirche, Alter Markt 6.
Agnes und Ernst Thesings Grabstätten befinden sich auf dem Magdeburger Westfriedhof.